# Linh vật
Linh vật là một người, con vật hoặc đồ vật được cho là mang lại may mắn, hoặc bất cứ điều gì được sử dụng làm hình ảnh nhận diện cho một nhóm người, chẳng hạn như trường học, đội tuyển thể thao chuyên nghiệp, đơn vị quân đội hoặc thương hiệu. Ở góc độ văn hóa thì linh vật là những con vật huyền thoại hoặc có thật được linh hóa, được con người sáng tạo và sử dụng như những biểu tượng văn hóa để truyền đạt ý tưởng và niềm tin tâm linh, tôn giáo.

## Khái luận
Theo thông tục (không chính thức) nó bao gồm bất cứ điều gì được sử dụng để đại diện cho một nhóm với một bản sắc cộng đồng phổ biến, chẳng hạn như một trường học, đội thể thao chuyên nghiệp, xã hội, đơn vị quân đội, hoặc tên thương hiệu và đặc biệt là các sự kiện lớn như thể thao. Linh vật cũng được sử dụng như hư cấu, phát ngôn viên đại diện cho các sản phẩm tiêu dùng. Linh vật thường được mô tả trong thần thoại, truyền thuyết và được biểu đạt trong nghệ thuật tạo hình. Người xưa tin rằng, linh vật là hiện thân của các lực lượng tự nhiên hoặc mang những đặc tính huyền bí, năng lực siêu nhiên có thể chi phối nhân sinh, vũ trụ.
Trong các môn thể thao, linh vật cũng được sử dụng rất rộng rãi. Linh vật của đội thường bị nhầm lẫn với các biệt danh của đội, trong khi hai chủ đề này có thể được hoán đổi cho nhau nhưng chúng không phải luôn luôn giống nhau. Linh vật của đội có thể mang hình thức của một biểu tượng, người, động vật sống, đối tượng vô tri vô giác, hoặc một nhân vật trang phục, và thường xuất hiện ở các trận đấu đội và các sự kiện khác có liên quan, linh vật thể thao thường được sử dụng như một công cụ tiếp thị cho đội bóng đến người hâm mộ.
Ví dụ BÚP TRE cũng có thể làm linh vật

## Trong thể thao
- Linh vật giải vô địch bóng đá thế giới
- Linh vật Thế vận hội
- Linh vật Đại hội Thể thao Đông Nam Á
- Linh vật Giải vô địch bóng đá châu Âu
- Danh sách linh vật Đại hội Thể thao châu Á
- Linh vật Cúp bóng đá Nam Mỹ